# Borga forskningsstation
Borga forskningsstation, engelska namn  Borga Station, Borga Fleid Base och Borga Geological Base, var en sydafrikansk forskningsstation belägen vid  Borga-massivet i Östantarktis. Stationen etablerades 1968–1069 med en personal på fyra personer. Den var avsedd för geologiska undersökningar sommartid  men blev i någon grad också använd året runt. Den stängdes 1976 och har sedan sporadiskt  besökts av expeditioner av olika slag.
Ovanstående är hämtat från en maskinöversättning från Wikipedia på lettiska: Borga (polārstacija). Fortsättningen är från Lsjbots projekt:
Norge gör anspråk på området vid Borga.  Stationen ligger 1 886 meter över havet.
Terrängen runt Borga är huvudsakligen platt, men den allra närmaste omgivningen är kuperad. Trakten är obefolkad. Det finns inga samhällen i närheten.